# (32416) 2000 RS31
2000 RS31 (asteroide 32416) é um asteroide da cintura principal. Possui uma excentricidade de 0.09720510 e uma inclinação de 9.03283º.
Este asteroide foi descoberto no dia 1 de setembro de 2000 por LINEAR em Socorro.